# 英皇荷里活中心
英皇荷里活中心是香港一座商業大廈，位于上環荷李活道151號，樓高27層，業主是英皇集團（國際）。

## 歷史
英皇荷里活中心前稱義興隆商業大廈或iZi Central或Centre Hollywood。2012年9月，興勝創建以3.18億港元向Ovolo集團購入iZi Central。2015年3月，興勝創建以5.5億港元售出Centre Hollywood。2019年2月，香港國際建投以7億港元購入Centre Hollywood作投資用途。2019年6月，英皇集團（國際）向香港國際建投以5.95億港元購入Centre Hollywood。其後，Centre Hollywood易名為英皇荷里活中心。

## 外部連結
- 英皇荷里活中心 （页面存档备份，存于）